# Акопян, Лендруш Минасович
Акопян Лендруш Минасович (род. 1 июня 1995, Капан, Армения) — российский профессиональный боец, представитель средней и полутяжёлой весовых категорий.

## Биография
Лендруш родился в городе Капан в Армении, но всю жизнь прожил в Москве, где закончил сначала школу, а потом и училище олимпийского резерва.

## Спортивная карьера
В возрасте 14 лет увлекся боксом и спустя два года выполнил норматив звание мастера спорта. В 2011 стал чемпионом мира среди юношей. Чемпион России и Чемпион мира среди юношей-юниоров..
В любительском боксе Акопян  провел около 150 боев и начал профессиональную карьеру, в которой имеет рекорд 11-0 но один бой не включен в BoxRec.
В 2018 году являлся чемпионом мира по версии WBC среди молодежи.
В 2021 году принял участие во втором сезоне кулачной лиги Hardcore FC, где уже дошел до финала.
Лендруш с первого боя полюбился зрителям и поклонникам кулачных поединков за свою жесткость, высокий уровень техники и бескомпромиссность в бою.
Из пяти поединков, проведенных Акопяном, три закончились нокаутом для его соперников.
25 июня 2022 года в ходе финала гран-при второго сезона Hardcore FC, проходившего на ЦСКА Арене потерпел поражение путём нокаута в 4 раунде от Самата Абдырахманова.
Леко тренируется под руководством известного тренера Игоря Кокоева.